# Eugeniusz Stelmach
Eugeniusz Stelmach (ur. 21 listopada 1933 w Gwoźdzcu) – duchowny starokatolicki, proboszcz parafii polskokatolickiej Matki Bożej Nieustającej Pomocy w Strzyżowicach.
Był członkiem zgromadzenia salwatorianów, gdzie przygotowywał się do święceń kapłańskich. Z uwagi na ciężką chorobę, potrzebę operacji i szpitalnego leczenia w 1955 wystąpił z niego otrzymując dyspensę do życia świeckiego.
Po rekonwalescencji odszedł z Kościoła katolickiego. Przystąpił natomiast do Kościoła Polskokatolickiego, gdzie dokończył edukację teologiczną i formację klerycką. 29 czerwca 1962 roku w Warszawie otrzymał święcenia kapłańskie z rąk biskupa Maksymiliana Rode. Od 1962 roku związany pracą duszpasterską z parafią polskokatolicką w Strzyżowicach, gdzie został proboszczem. W latach 1963–1965 jego staraniem wybudowano polskokatolicki kościół parafialny w Strzyżowicach.
W okresie Polskiej Rzeczypospolitej Ludowej kilkakrotnie zgłaszany jako kandydat na biskupa. Jego ewentualna nominacja była jednak odrzucana przez Urząd do Spraw Wyznań. W 1996 roku w związku z narastającym kryzysem doktrynalnym i obyczajowym w strukturach Unii Utrechckiej Kościołów Starokatolickich i obawą biskupa Tadeusza Majewskiego o przyszłe losy Kościoła Polskokatolickiego w RP został konsekrowany w Warszawie biskupem in pectore. W 1999 roku został ponownie konsekrowany sub conditione jako episcopus in pectore z tych samych powodów w Strzyżowicach przez biskupa Jerzego Szotmillera.
Pełni wysokie funkcje kościelne w Kościele Polskokatolickim w RP. Był wikariuszem generalnym diecezji krakowsko-częstochowskiej. Jest dziekanem dekanatu śląskiego. Posiada godność infułata Kościoła Polskokatolickiego w RP.
Działacz ekumeniczny, w latach 1981–2008 wiceprzewodniczący Oddziału Śląskiego Polskiej Rady Ekumenicznej.